# Paul Drekmann
Dipl.-Ing. Paul Drekmann (13 novembre 1893 à Hambourg - 9 mars 1960 à Mülheim) est un Generalleutnant allemand qui a servi au sein de la Heer dans la Wehrmacht pendant la Seconde Guerre mondiale.
Il a été récipiendaire de la croix de chevalier de la croix de fer. Cette décoration est attribuée pour récompenser un acte d'une extrême bravoure sur le champ de bataille ou un commandement militaire avec succès.

## Biographie
Paul Drekmann est en troisième année d'études à l'école technique supérieure lorsque la Première Guerre mondiale éclate. En août 1914, il s'engage comme volontaire de guerre dans le 39e régiment de fusiliers à Düsseldorf. En juillet 1915, il et nommé caporal. A cette époque, il suit un cours pour les aspirants officiers au camp de Lokstedt. En août 1915, il est ensuite nommé lieutenant de réserve. Il est alors transféré au 160e régiment d'infanterie. 
Paul Drekmann est capturé par les troupes britanniques en mai 1945 et reste en captivité jusqu'en 1947.

## Décorations
- Croix de fer (1914)
  - 2e classe (27 janvier 1916)
  - 1re classe (9 octobre 1917)
- Insigne des blessés (1914)
  - en Noir (2 août 1918)
- Croix hanséatique de Hambourg (19 janvier 1917)
- Croix d'honneur pour combattant 1914-1918 (15 janvier 1935)
- Croix d'Espagne en Bronze (31 mai 1939)
- Médaille des Sudètes (12 septembre 1939)
- Croix du Mérite de guerre avec glaives
  - 2e classe (30 janvier 1941)
  - 1re classe (30 janvier 1942)
- Agrafe de la croix de fer (1939)
  - 2e classe (9 septembre 1942)
  - 1re classe (20 octobre 1942)
- Insigne des blessés (1939)
  - en Argent (23 février 1943)
- Agrafe de la liste d'honneur (7 octobre 1943)
- Croix allemande en or (15 avril 1944)
- Croix de chevalier de la croix de fer
  - Croix de chevalier le 28 mars 1945 en tant que Generalleutnant et commandant de la 252. Infanterie-Division[1]
- Mentionné dans le bulletin quotidien radiophonique de l'Armée : Wehrmachtbericht (8 février 1945)